# Wither (Band)
Wither ist eine 2003 gegründete Depressive-Black-Metal- und Funeral-Doom-Band.

## Geschichte
Wither wurde im Jahr 2003 von den Musikern „Doom“ und „Abysmal“ gegründet. Das Duo debütierte 2007 mit einer Split-EP mit dem multinationalen Projekt Worship über Painiac Records. Im darauf folgenden Jahr erschien eine selbst-betitelte EP über Turannum Productions. Im Jahr 2012 erschien mit Necropolis das erste Album des Duos über Aurora Australis Records. Die grafische Aufbereitung des Tonträgers übernahm Mandy Andresen. Das Album wurde in der geringen internationalen Rezeption als gute Veröffentlichung mit klarer Vision gelobt.

## Stil
Die von Wither gespielte Musik begann, in enger Analogie zu jener von Abyssic Hate als Depressive Black Metal, nahm jedoch zunehmend Elemente des Gothic Metal und Funeral Doom auf. Spätere Veröffentlichungen werden ebenso mit der Musik von Tiamat, Ankhagram und Katatonia, unter dem Einfluss von The Sisters of Mercy und Pink Floyd, in Verbindung gebracht wie mit jener von Austere.
Die Musik des Albums Necropolis sei ein Crossover aus Depressive Black Metal und einer Doom-Ästhetik, die spärlich „mit trostlosen, volkstümlichen Akustikpassagen verziert“ sei, was dem Gesamtklang „eine zusätzliche, schwache Eleganz“ verleihe. Das Riffing bestünde vornehmlich aus simplen Akkordfolgen. Der Gesang indes aus Growling und Screaming und einem als feierlich wahrgenommenen Klargesang, der jenem vom Johan Edlund ähnele. Der Rhythmus wird indes als „unglaublich reduziert“ wahrgenommen. Das Schlagzeug sei kaum präsent, derweil das Bassspiel minimalistisch einen Metal-Groove vermitteln, der sich dem Gitarrenspiel unterordne.

## Diskografie
- 2007: Worship/Wither (Split-EP mit Worship, Painiac Records)
- 2008: Wither (EP, Turannum Productions)
- 2012: Necropolis (Album, Aurora Australis Records)